# Le Feudataire
Le Feudataire (Il feudatario) est une pièce de théâtre en trois actes de Carlo Goldoni écrite et jouée en 1752.